# 中原昌也
中原昌也（なかはらまさや、1970年6月4日—）は、日本音樂家、電影評論家、小説家。

## 生平
1970年6月4日東京青山出生，1988年開始熱愛音樂，曾是暴力溫泉藝者（Violent Onsen Geisha）一員，後來組了一個叫史堤賓的樂團，到處尋找可以發出聲響的器具。他也是一名小說家，1998年發表處女作《マリ&フィフィの虐殺ソングブック》，2001年長篇小說《あらゆる場所に花束が……》榮獲第14屆三島由紀夫賞、2006年中篇小說《點滅》入圍第135屆芥川龍之介賞最終候補名單。